# Xã Munson, Quận Henry, Illinois
Xã Munson (tiếng Anh: Munson Township) là một xã thuộc quận Henry, tiểu bang Illinois, Hoa Kỳ. Năm 2010, dân số của xã này là 400 người.